# Теоретический предел прочности
Теоретический предел прочности — величина предельных напряжений, полученная расчётным путём, исходя из свойств межатомных связей в кристаллической решётке материала. Как правило, теоретическая прочность превышает реальную (полученную из испытаний) на несколько порядков. Например, теоретический предел прочности железа равен 56 ГПа, тогда как практический — 280 МПа. Основная причина этого — отличие механизмов разрушения реальных кристаллов от рассматриваемого при вычислении теоретического предела прочности. В реальных кристаллах разрушение связано с присутствием и движением дислокаций и других дефектов кристаллического строения, трещин и т. п. При вычислении же теоретического предела предполагается, что разрушение вызвано разрывом межатомных связей в кристалле. Приближение практической прочности материала к её теоретическому пределу возможно двумя путями: улучшением технологического процесса с целью снижения числа дефектов кристаллической решётки и с использованием масштабного эффекта, то есть увеличения среднестатистического предела прочности нити (стержня) при уменьшении площади его поперечного сечения. Масштабный эффект используется в волокнистых композитах, например, стеклопластике, который представляет собой каркас из стеклянных нитей, сцепленных эпоксидной смолой.